# Phenakospermum guyannense

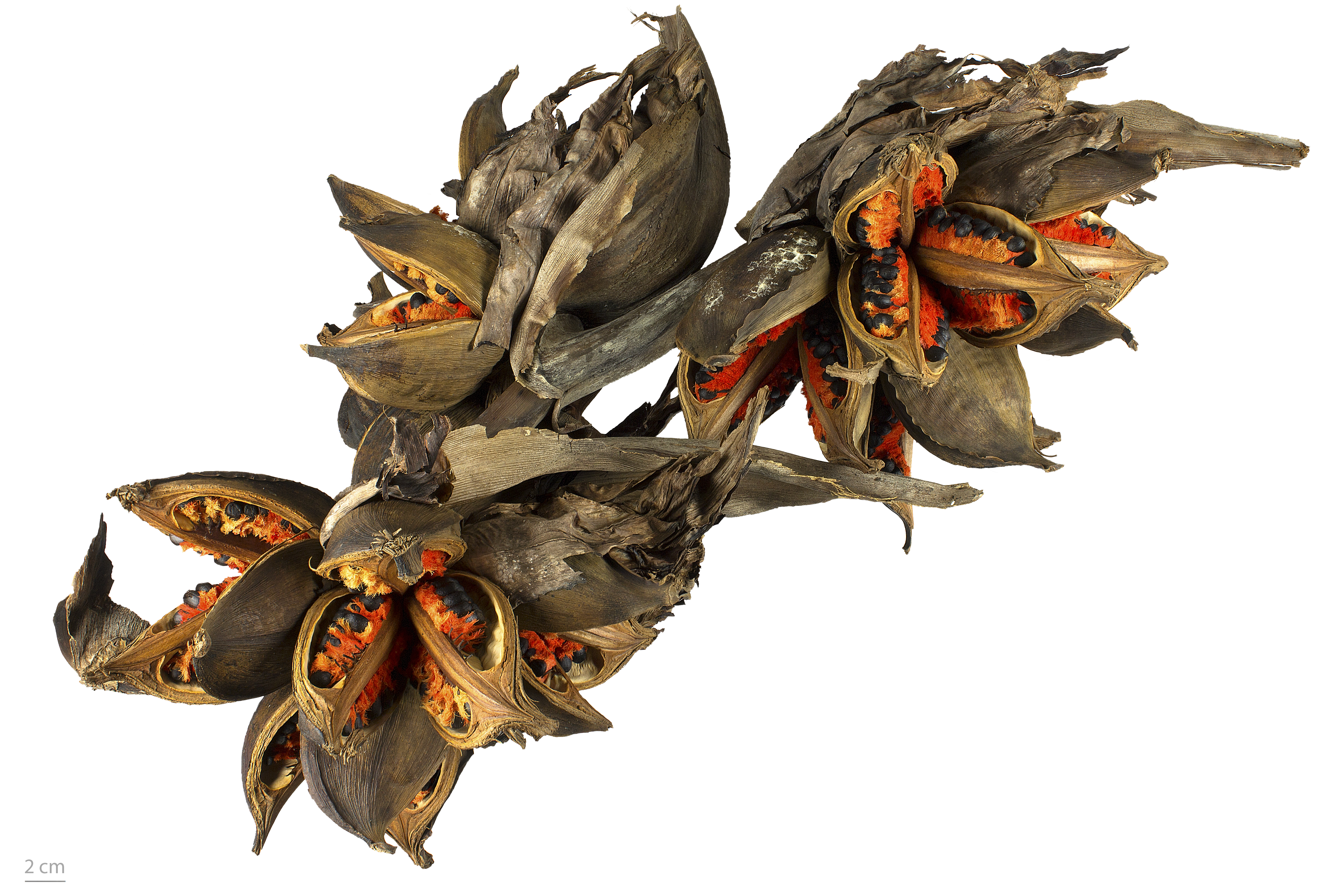
Phenakospermum guyannense - MHNT

Phenakospermum guyannense (platanillo o terriago) es una hierba robusta de 5 metros de altura. Tiene hojas simples, alternas, oblongas de 1 metro de longitud. El fruto es una cápsula con semillas con arilo anaranjado a blanco.  Es originaria de los bosques húmedos tropicales de Sudamérica.

## Usos
La semilla asada es comestible. Las hojas se usan para envolver alimentos y para techar campamentos temporales. Es muy útil en tiempo de sequía porque almacena agua en los foliolos y el interior de los hoyejos de la base de las hojas. En las ciudades y sitios turísticos se usa como planta ornamental. En medicina tradicional se utiliza el cogollo masticado para evitar la caries.